# 東大阪
東大阪（ひがしおおさか）は、
- 狭義には（通常は）、大阪府東大阪市のこと。
- 広義には、大阪府中河内地域を指す場合が多く、八尾市、柏原市、東大阪市の3市が該当する。
- 大阪管区気象台などが使用する東部大阪は、中河内地域に北河内地域を加えた範囲を指す。なお、北河内地域は北大阪にも含まれる場合もある。
  - 市名との混同を避ける同様の例としては、北九州市を含む北部九州（福岡県、佐賀県、長崎県、大分県）などの表現がある。
- 大阪府東部の場合は東部大阪に南河内地域も加え、河内国と近似の範囲を指す。なお、南河内地域は南大阪にも含まれる。
- 大阪市東部の場合は上町台地以東を指し、天王寺区、中央区（東横堀川以東）、都島区、旭区、鶴見区、城東区、東成区、生野区、平野区などが該当する。おおむね東成郡の旧郡域および河内編入（大阪市第3次市域拡張）時の地域にあたるが、この用法はほとんど用いられない。

## 東大阪を冠する法人や団体、施設など
- 東大阪病院（大阪市城東区）
- 関西電力送配電東大阪変電所（大阪府大東市）
- 東大阪大学（大阪府東大阪市）
- 東大阪大学敬愛高等学校（大阪府東大阪市）
- 東大阪大学柏原高等学校（大阪府柏原市）
- J:COM 東大阪（大阪府東大阪市）
- 近鉄東大阪線 - 近鉄けいはんな線の2006年3月以前の名称。
- 阪神高速13号東大阪線 - 大阪市中央区から東大阪市までを通る阪神高速道路の路線。
- 東大阪電気鉄道 - 戦前に大阪市から奈良市までを結ぶ路線を計画し、未着工に終わった鉄道事業者。
- 東大阪トラックターミナル - 東大阪市にあるトラックターミナル